# Katie Taylor
Katie Taylor (født 2. juli 1986)  er en irsk bokser og tidligere fodboldspiller. I professionel boksning er hun for tiden den kvindelige letvægtverdensmester i alle forbund, hvor hun har haft WBA-titlen siden 2017, IBF- titlen siden 2018, WBO- titlen siden marts 2019 og WBC- titlen siden juni 2019.
I sin succesfulde amatørboksekarriere vandt Taylor fem guldmedaljer i træk ved Kvindermesterskabet, guld seks gange ved EM og guld fem gange ved EU-mesterskabet. Hun er enormt populær i Irland, hvor hun krediteres for at hæve profilen i kvindeboksning i ind-og udland. Hun betragtes som fremragende irsk atlet i sin generation,  og var flagskærer for Irland ved åbningsceremonien i ved de Olympiske Lege i London i 2012 før hun fortsatte med at vinde en olympisk guldmedalje i letvægsklassen.  Taylor blev professionel i 2016 under Matchroom Boxing, og er kendt for sin hurtige, aggressive boksestil.